# Klik hemija
Klik hemija je oblast hemije koja je prilagođena za generisanje supstanci putem brzog i pouzdanog spajanja malih jedinica. Smatra se da je Bari Šejples ostavio prve zapise o ovom polju 2001. godine.
Klik hemija obuhvata znatan broj reakcija, koje su preferentno: modularne, imaju širok opseg, daju visoke hemijske prinose, generišu neštetne nusprodukte, stereospecifne su i fiziološki stabilne.

## Primena
Klik hemija ima mnoštvo oblika primene. Neki od njih su:
- Separacija dvodimenzionom gelnom elektroforezom[3]
- preparativna organska sinteza 1,4-supstituisanih triazola
- modifikacija peptidnih funkcija triazolima
- modifikacija prirodnih produkata i lekova
- otkrivanje lekova
- makrociklizacija koristeći Cu(I) katalizovane triazolne reakcije
- modifikacija DNK i nukleotida putem triazolne ligacije
- supramolekulska hemija: kaliksareni, rotaksani, i katenani
- dizajn dendrimera
- Ugljeno hidratni klasteri i kougacija putem Cu(1) katalizovanih reakcija triazolne ligacije
- polimeri
- nauka o materijalima
- nanotehnologija,[4]
- Biokougacija, npr. azidokumarin.

## Spoljašnje veze
- Архивирано на веб-сајту  (15. јануар 2021)